# Apalodium pellucens
Apalodium pellucens là một loài Rêu trong họ Bryaceae. Loài này được (Hook.) Mitt. mô tả khoa học đầu tiên năm 1869.